# أسطوانات كوديا

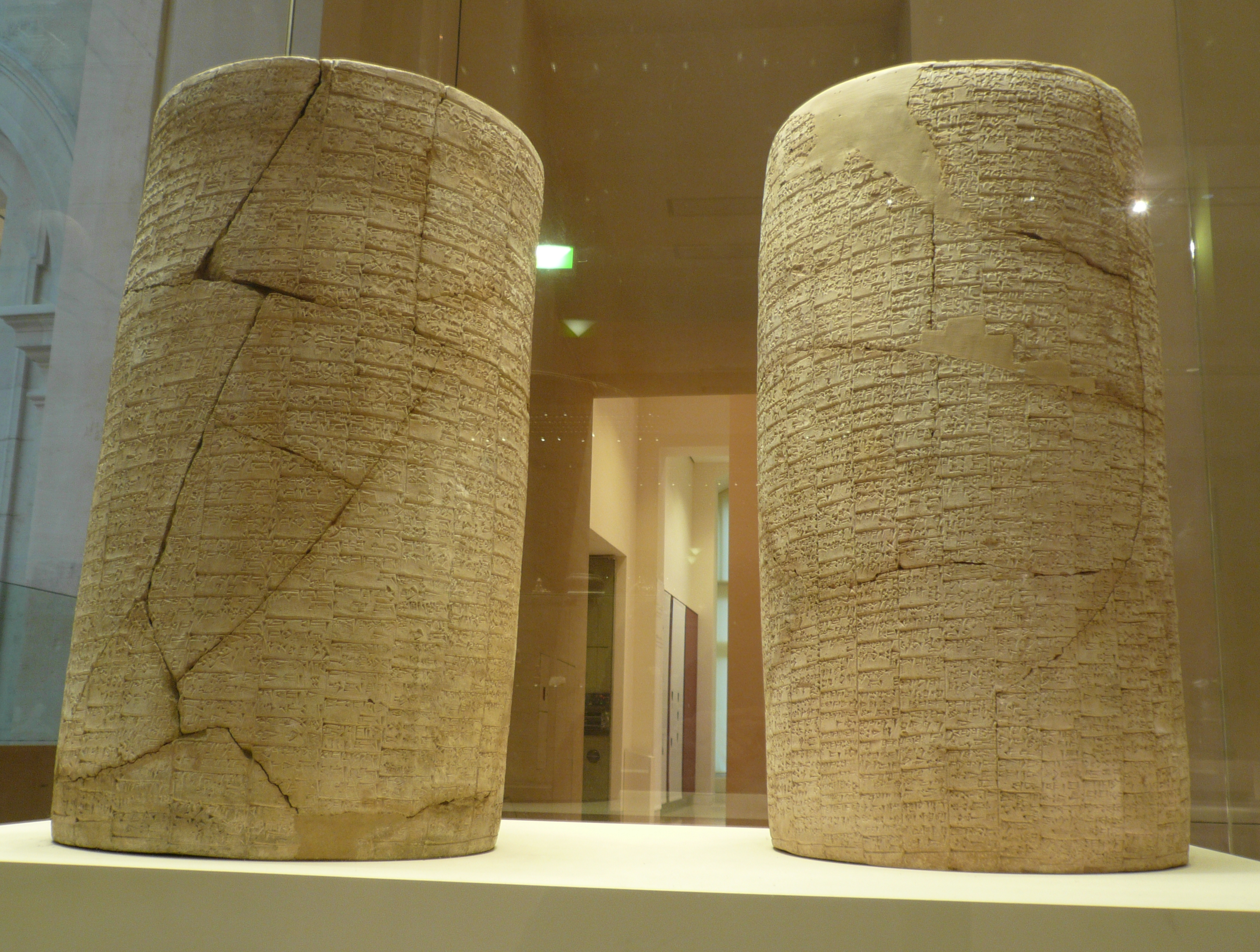
أسطوانتا كوديا تسرد بناء معبد نينجيرسو ,جيرسو 2125 قبل الميلاد مصنوعة من الطين النضيج متحف اللوفر

أسطوانات كوديا هي زوج من أسطوانات الطين النضيج تعود إلى حوالي 2125 سنة قبل الميلاد مدون عليها أسطورة بناء معبد الإله نينجيرسو (معبد أي نانو)باللغة السومرية وبالخط المسماري.
صنع هذه الأسطوانات الملك كوديا حاكم لجش، ووجدت عام 1877م خلال أعمال الحفريات عند تالوها (جيرسو القديمة) وهي معروضة اليوم في متحف اللوفر باريس، فرنسا.وهي أكبر أسطوانات مسمارية مكتشفة لحد الآن تحتوي أطول نص معروف مكتوب ب اللغة السومرية.

## التصنيف

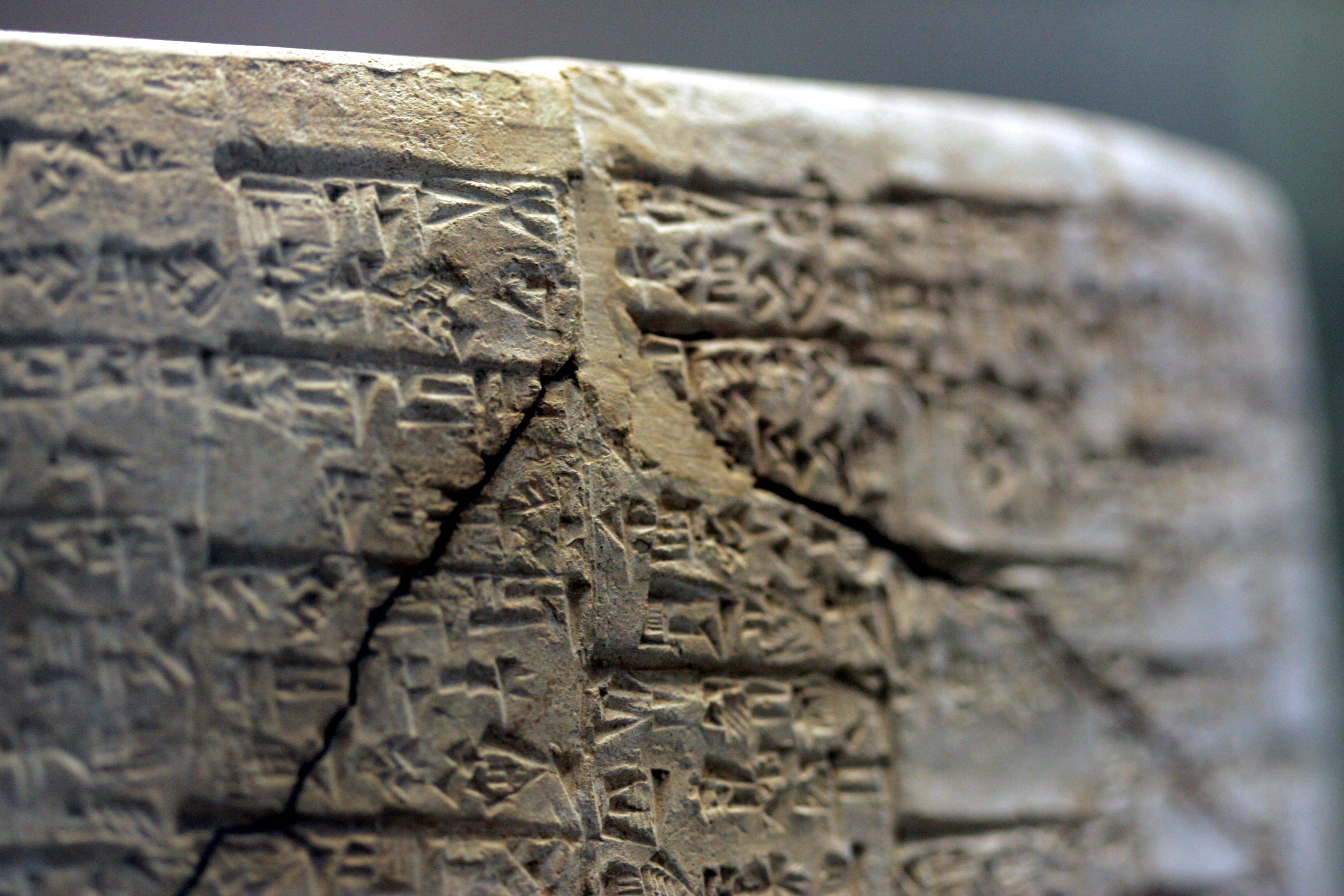
نظرة عن قرب لأسطوانتي كوديا وتظهر الخط المسماري

### الإكتشاف
وجد إرنست دي سارزيك الأسطوانات في قناة لتصريف المياه تحت مجمع معبد أي نانو في تالوها، وهي أطلال المدينة السومرية التأريخية مدينة جيرسو المقدسة خلال موسم الحفريات الأول عام 1877.ووجدت بجوار البناية المعروفة باسم (أجرين) حيث وجدت الأسطوانات التي تتضمن كلام منقوش يشرح بناء المعبد خلال سلالة لجش الثانية.ووصفت الكتابات المنقوشة بناية (أجرين) على أنها مكان المحكمة أو مجلس الرحمة حيث يعتقد أن الاسطوانات كانت محفوظة وإنها سقطت في قناة لتصريف المياه خلال تدمير مدينة جيرسو بعد أجيال لاحقة.
عام 1878 شُحنت الأسطوانات إلى باريس، فرنسا حيث مازالت معروضة لحد الآن في متحف اللوفر.

### الوصف

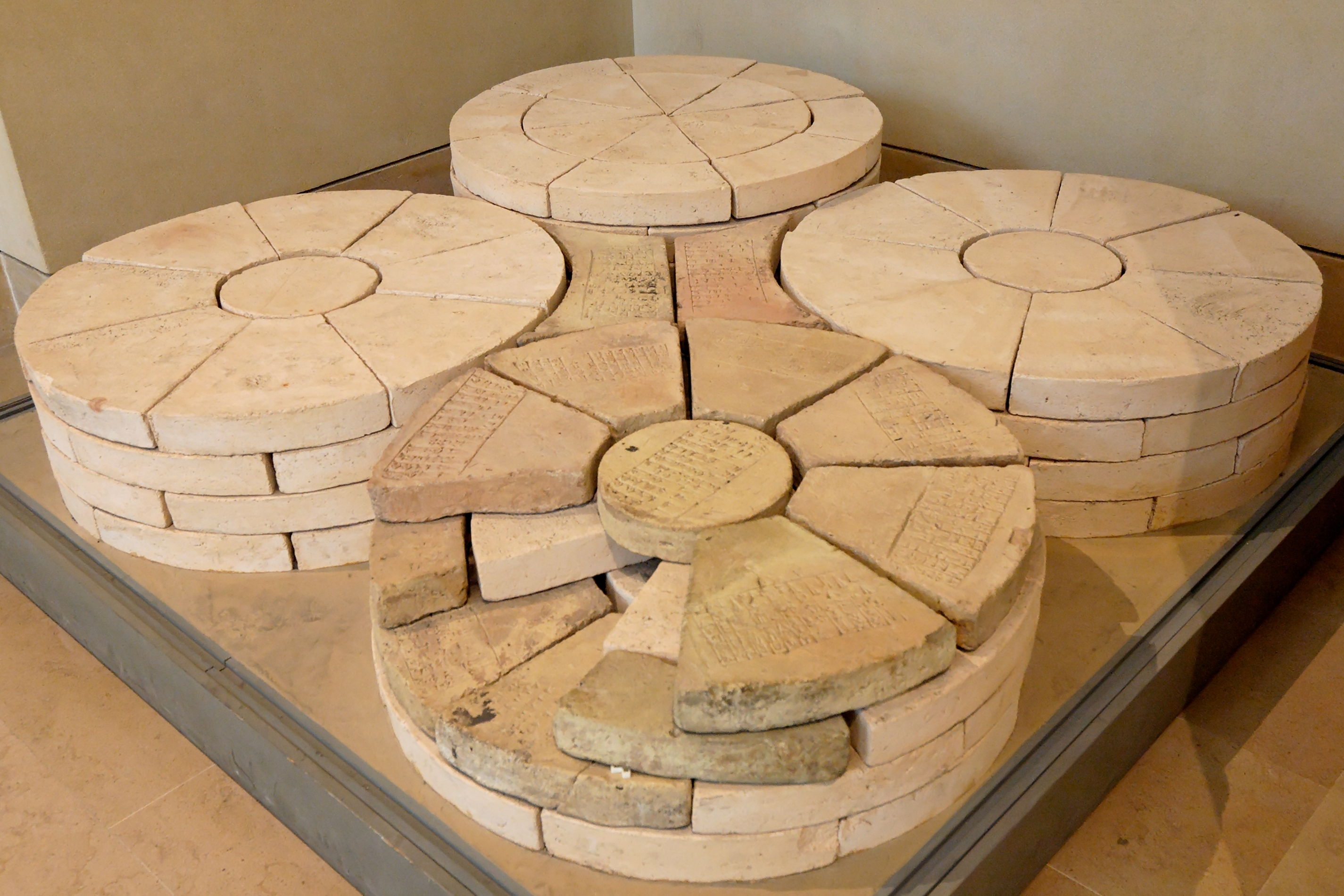
دعامات كوديا أعيد بنائها باستخدام القطع القديمة ونسخ من قطع حديثة تتألف الدعامات من اربع أعمدة مدورة وضعت جنباً إلى جنب .تشير الكتابة إلى رواق بأعمدة مصنوعة من خشب الارز ,في محكمة نينجيرسو .ومكان هذه المحكمة في الجزء الجنوب الغربي من معبد نينجيرسو في جيرسو .2125 قبل الميلاد. متحف اللوفر

تسمى الأسطوانات بأسطوانة A وأسطوانة B, يبلغ ارتفاع الأسطوانة الأولى 61 سم وقطرها 32 سم بينما يبلغ ارتفاع الأسطوانة الثانية 56 سم وقطرها 33 سم.والأسطوانات مجوفة من الوسط. وقد وجدت الأسطوانات والطين يملأ التجاويف والأسطوانات نفسها مُغطاة بطبقة من الجص غير المعروف.ويبلغ سُمك الطبقة الطينية تقريباً 2,5 سم إلى 3 سم.وكلا الأسطوانتان متصدعتان وبحاجة إلى الترميم، ومايزال متحف اللوفر يحتفظ ب 12 كسرة أسطوانة.بعضها يمكن أن تستخدم لترميم قسم من الأسطوانة B .. تحتوي الأسطوانة A على 30 عمود بينما تحتوي الأسطوانة B على 24 عمود.تنقسم هذه العواميد إلى ما بين 16 و35 مجموعة بالعمود الواحد وكل مجموعة تحتوي مابين 1 إلى 6 أسطر.وقُصد بالكتابة المسمارية على الأسطوانات إن تُقرأ بصورة أفقية.تعود زمن الكتابات على الأسطوانات إلى السلالة الثانية الحاكمة في لجش.يشير اختلاف الخط بالشكل والعلامات إلى أن الأسطوانات مكتوبة بيد خطاطين مختلفين.

### الترجمة والتعليق

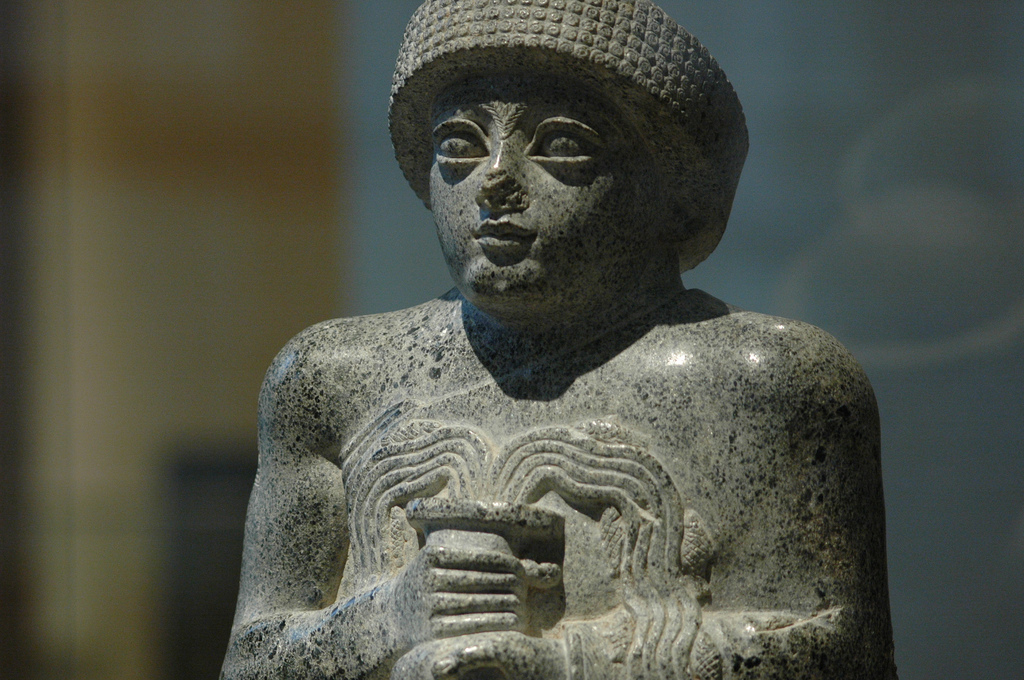
تمثال كوديا وهو يحمل المياه

ما زالت الترجمة المسهبة للأسطوانات التي كتبها دي سارزاك في تقاريره التنقيبية تستخدم لحد الآن.نشر (فرانسيس ثرو دانجين) الترجمة الأولى لهذه التقارير عام 1905. ونشرت موريس برايس طبعة مرموقة مع فهرس أبجدي عام 1927. كتب إم لامبرت وار تورني ترجمة آخرى ستة 1948 , وترجمة لآدم فالكنشتاين عام 1953, جورجيو كاستيلينو عام 1977, ثوركيلد جاكبسون عام 1987 , ديتز أوتو إيدزارد عام 1997,. آخر ترجمة للأسطوانات كانت مشروع ترجمة الأدب السومري اون لأين ويعرف اختصاراً ب (ETCSL) لجوشيم كريتشر مع مواد مستعارة من ترجمة هيرمان بيرنس وبرام جيكرسما. كما نشر صاموئيل نوح كرامر شرح مفصل عام 1966  و 1988 ..وقد أفترض هربرت سورين إن النصوص الموجوة على الأسطوانات تتضمن مسرحية دينية، وجملة تشريعات وموكب يؤدى خلال احتفالات تكريس المعبد السنوية وإن هناك أقسام محددة مكتوبة على كلا الأسطوانات تروي السيناريو وتعطي الأوامر ببدء احتفالات العيد الذي يستمر لسبعة إيام. قوبل هذا الأفتراض بقبول محدود.

## التأليف

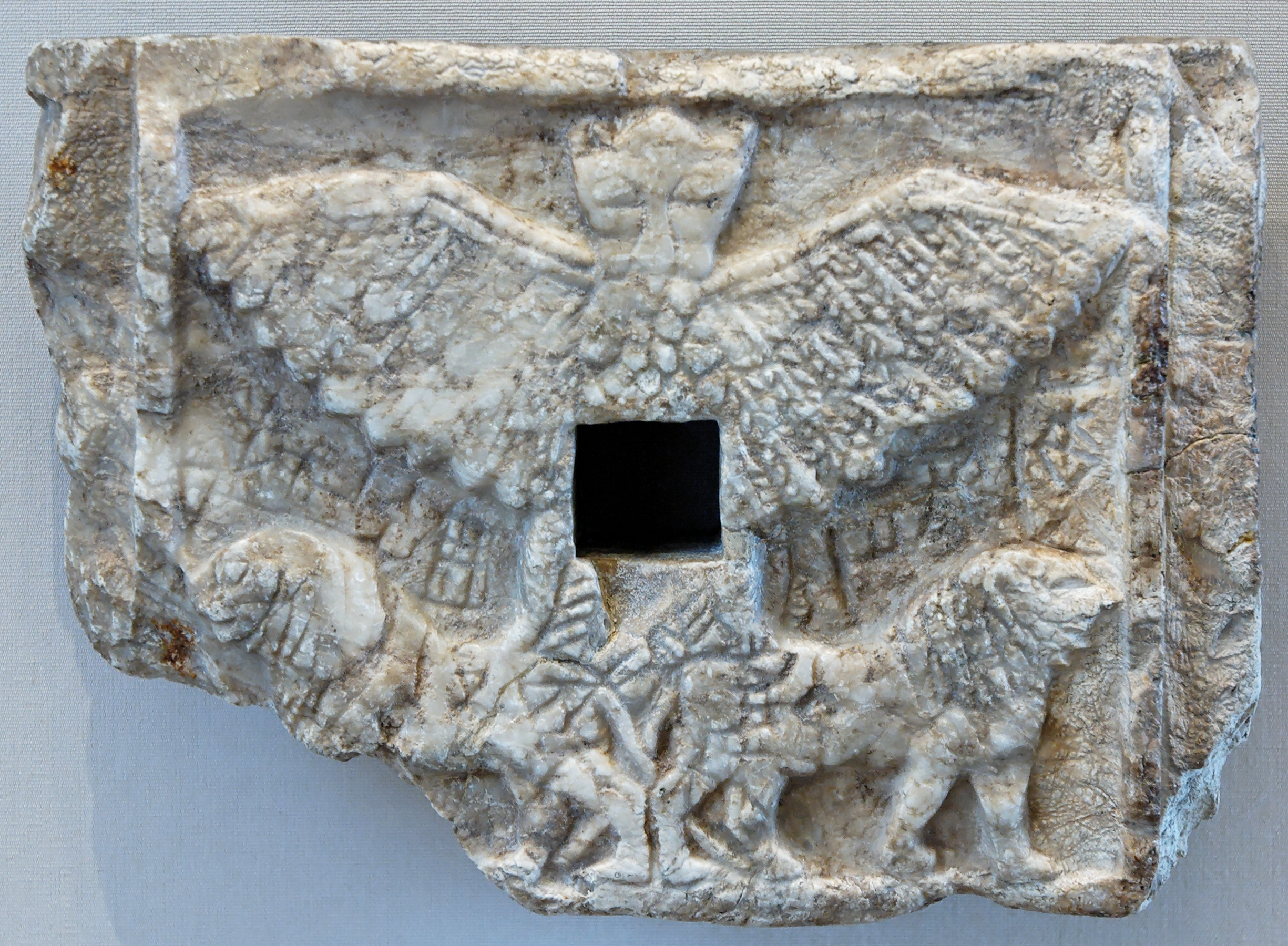
نحت يمثل الإله أنزو وهو نسر مجنح يقف على أسدين من جيرسو

بطل القصة هو كوديا (في الصورة) ملك دولة المدينة لجش في نهاية الألف الثالث قبل الميلاد وقد وصلتنا كمية كبيرة من المنحوتات والمنقوشات المتعلقة ببنائه وتكريسه لمعبد إنانا وهو معبد الإله نينجرسو الإله الحامي لمدينة لجش.وهذا يتضمن مسامير التأسيس في الصورة، خطط البناء (في الصورة), الحسابات التصورية المنحوتة على لوحات الحجر الجيري.وقد كان معبد أي نانو مجمع مباني كبير يتضمن معبد الإله غولا من بين الهة أخريين.ولم تبقى أثار مادية من مباني التي بناها كوديا لذا فإن النصوص المكتوبة على الأسطوانات خير سجل لتلك الإنجازات.

### الأسطوانة المجهولة

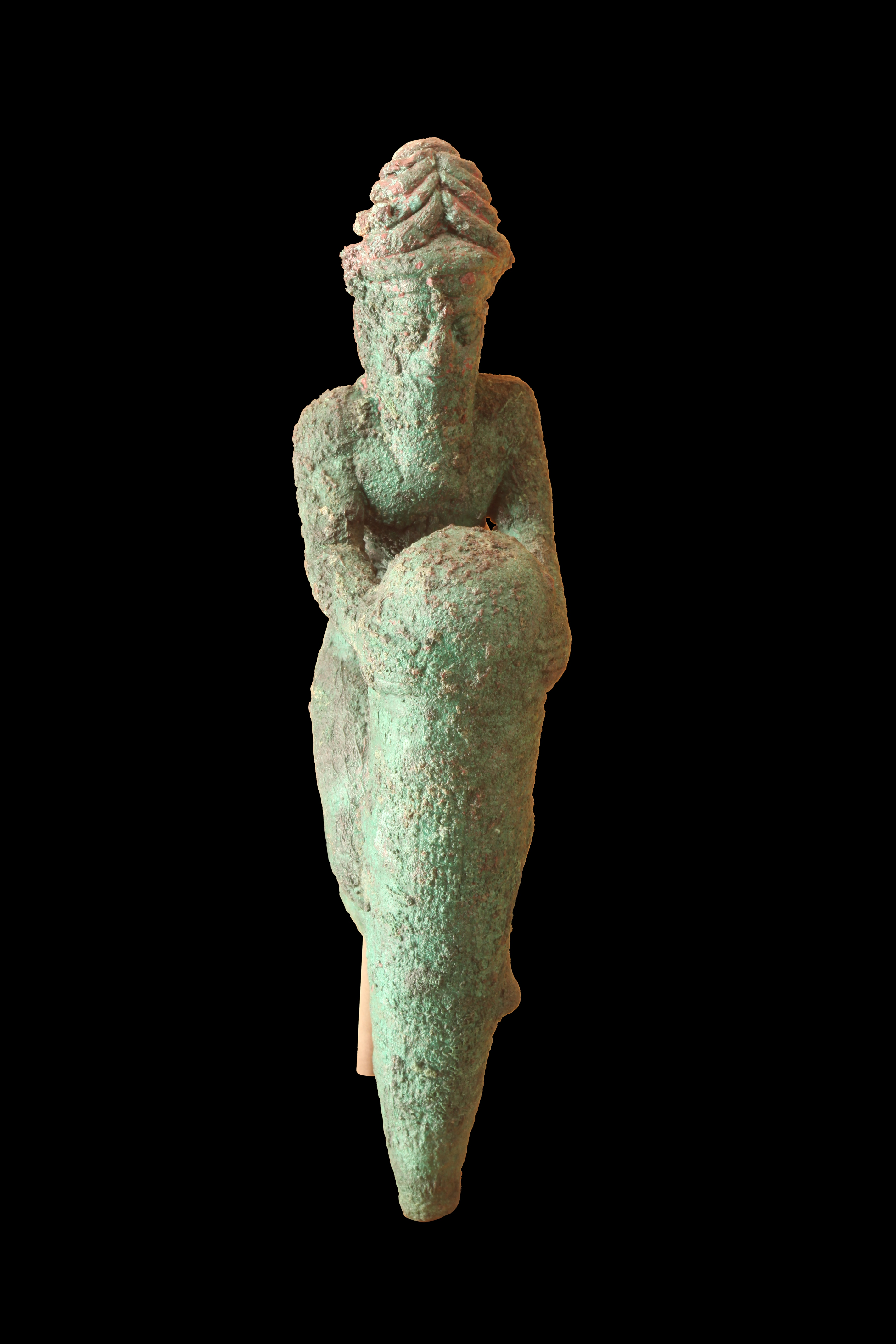
تمثال صغير من النحاس إله راكع يمسك مسمار تأسيس من جيرسو.

بعض الكسر من كلام الملك كوديا المنقوش التي وجدت لا تنتمي إلى الأسطوانتان الموجودتان في متحف اللوفر يعتقد بعض الباحثين إن هذه الكسر هي لأسطوانة ثالثة.

### الأسطوانة A

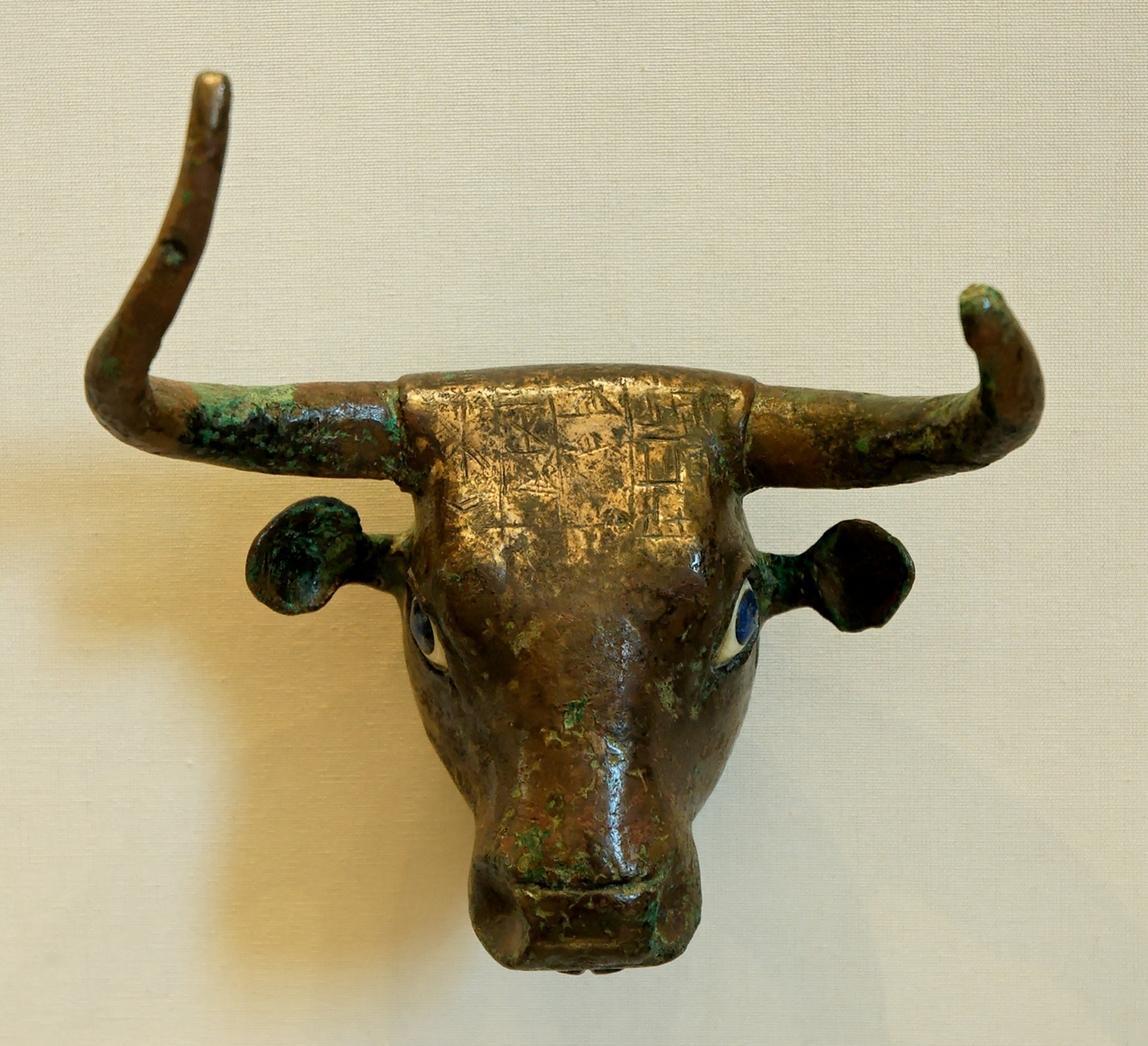
رأس ثور من النحاس على الأكثر مثبت على قيثارة وجد في جيرسو

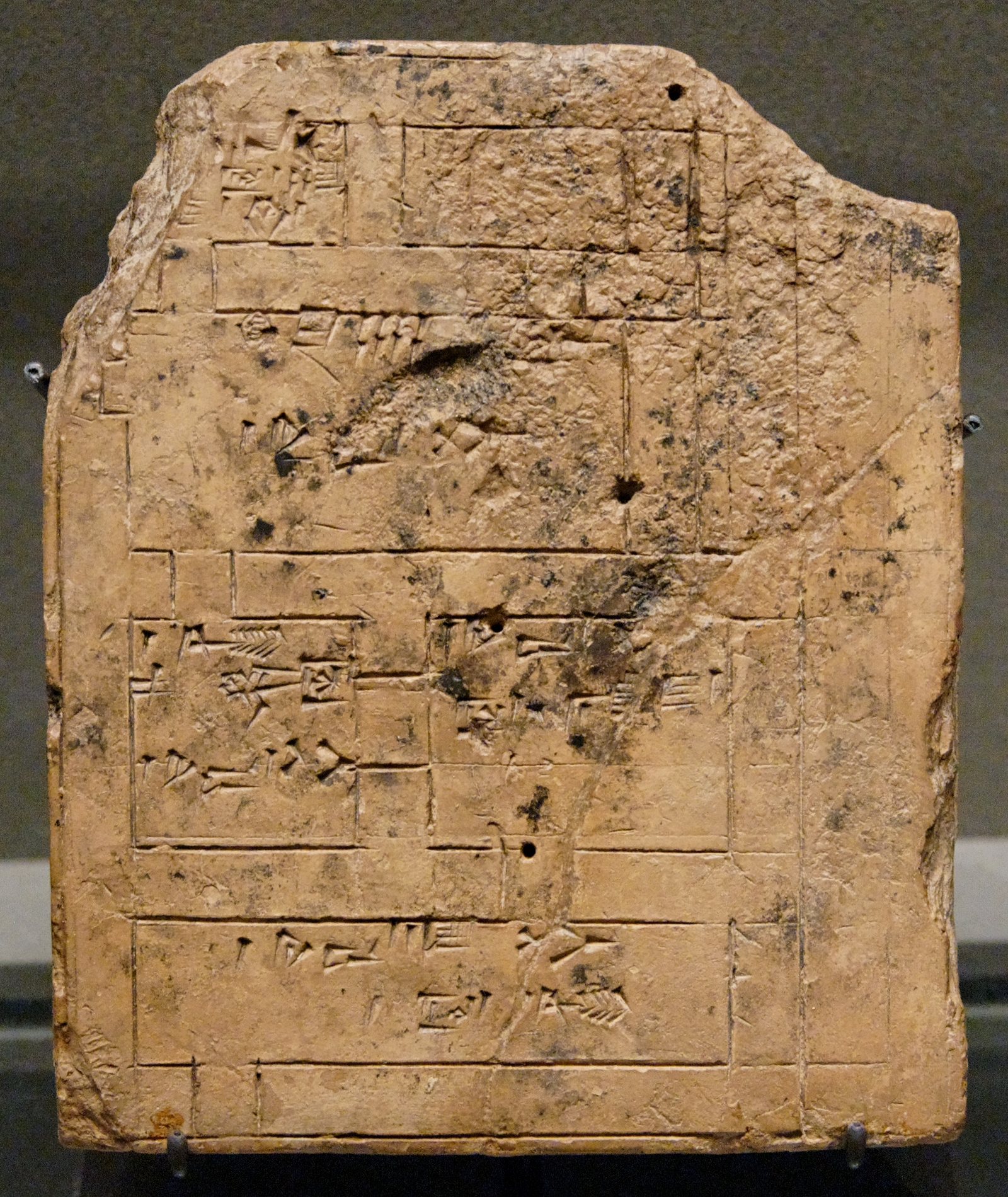
مخطط طيني لبناء من ستة غرف وهوبناء مقدس او منزل خاص من جيرسو

الأسطوانة A مفتوحة على الماضي البعيد عندما يقرر إنليل (وهو الإله الأعلى في في المعتقدات السومرية) الأقدار خلال جلسة للمجلس الإلهي ويقول إنليل وهو ينظر بإعجاب إلى ولده نينيجرسو ولمدينته لجش.
((في اليوم الذي تتخذ فيه القرارات حول أمور العالم، نجد لجش في مركز عظيم رافعة الرأس ونظر أنليل إلى الإله نينجيرسو بصدق، وقال هل تحركت لعمل أشياء مناسبة في مدينتنا)).
ويجيب نينجيرسو أن حاكمي في (لجش) سيبني معبد مكرس للإنجازات العظيمة.ثم يتلقى كوديا رؤيا في المنام برجل عملاق بأجنحة، تاج، وأسدين، يأمره ببناء معبد أي نانو (معبد نينجيرسو).ثم يظهر شخصان امرأة تحمل عصا للكتابة ورجل يحمل لوح من لازورد مرسوم عليه مخطط لبناء البيت.الرجل يضع اللبنات في قالب اللبن ويحمل سلة أمام كوديا بينما حمار يكشط الأرض بحافره في إشارة إلى نفاذ الصبر.بعد اليقظة لم يفهم كوديا الرؤيا لذلك سافر عبر قناة مائية ليزور الإهة نانس لتفسير النبؤة ويتوقف كوديا عدة مرات في طريقه عند المزارات المقدسة لتقديم القرابين إلى الإلهة المختلفة.وتشرح له إلاهة نانس إن الرجل الضخم هو أخيها نينجيرسو وإن المرأة مع عصا الكتابة هي ربة الكتابة الإهة نينادابا.وارشدته الأهة نانس إلى مخطط بناء المعبد فلكياً من خلال النجوم المقدسة المصطفة.الرجل في الرؤيا هو نيناداب اله المعمار.والحمار هو كوديا نفسه متشوق للبدء بأعمال البناء.
نانس أرشدت كوديا لبناء عربة مزينة لنينجيرسو مزينة بشعار الأسلحة وأن يصنع الطبول والقيثارة (قيثارة برأس ثور) ويُكافئ كوديا على أفعاله ببركات الإله نينجيرسو. والرؤيا الثاني تعطي تعليمات مفصلة أكثر عن المعبد.ويبلغ كوديا سكان لجش بنيته بناء المعبد وإنه سيحكم لجش بشريعة العدل والأخلاق الحميدة.ويبدأ كوديا العمل بحماسة ويقيس موقع البناء.ثم يضع حجر الأساس في طقوس احتفالية وتجلب مواد البناء من مناطق شاسعة تشمل سوسة، عيلام، مجان، لبنان وعلى مايبدو إن ارز لبنان قد طوف عبر نهر الفرات وقناة (أتورنجال) إلى مدينة لجش.
((صمم كوديا على الدخول إلى جبال الارز المحرمة على الرجال وقطع أشجار الارز بفأس عظيم والقى بها في نهر شارور وطافت طوافات الارز على سطح الماء مثل أفعى عظيمة تمتد من خاصرة جبال الارز)).
ويحلم كوديا برؤيا ثالثة تكشف عن تفاصيل جديدة لشكل المعبد.حيث أن بناء المعبد مفصل أكثر مع وضع الأساس وبمشاركة من انوناكي من ضمنهم إنكي نانس وبا.وتصف الرؤيا أجزاء مختلفة من المعبد مع الأثاث وتنتهي الأسطوانة مع ترنيمة لتمجيد المعبد.

### الأسطوانة B

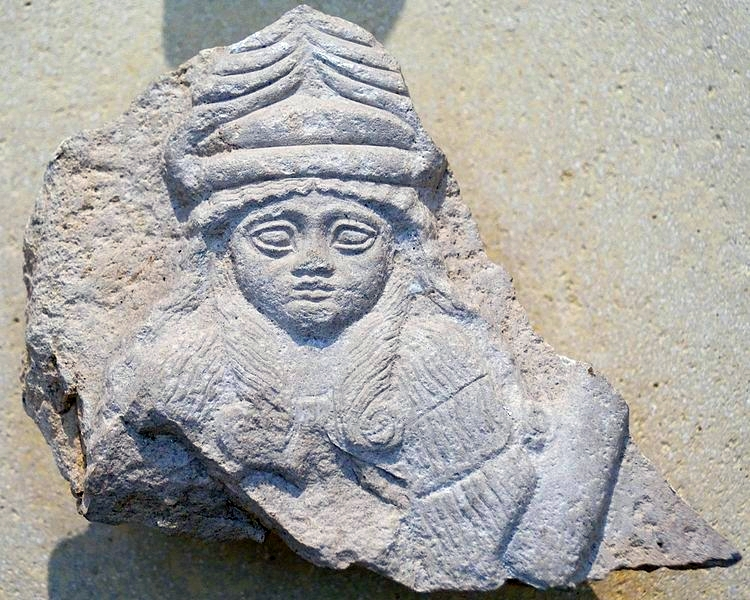
تمثال من الحجر الجير يصور الإهة ربما با ترتدي قبعة بقرون من جيرسو

الأسطوانة الثانية تبدأ بسرد ترنيمة تبدأ بالصلاة إلى انوناكي. ثم يعلن كوديا إن المنزل جاهز لسكن نينجيرسو وزوجته با.يُحضر الطعام والشراب ويُشعل البخور وتُنظم الأحتفالات للترحيب بالألهة في بيتهم ثم تُنصر المدينة بعدد من الإلهة يعينهم أنكي لملأ المناصب المختلفة وتتضمن هذه المناصب حارس البوابة، حاجب المحكمة، كبير الخدم، حاجب الملك، حوذي، حارس الطرائد، مفتش الحبوب والسمك، الموسيقين، صناع الأسلحة والمراسلين.بعد مشهد الزواج المقدس بين نينجيرسو وباو. يأمر كوديا باحتفالات تستمر لسبعة أيام مع مأدبة مكرسة للإلهة أنو، إنليل، نينهرساغ، وهي الألهة الرئيسية لسومر.ويغلق النص بسطر يمجد الإله نينجيرسو ومعبده أي نانو.

### بناء معبد نينجيرسو
الاسم الحديث للأسطورة المنقوشة على كلا الأسطوانتين هو (بناء معبد نينجرسو).الإله نينجرسو مرتبط بأمطار الربيع السنوية وهي مصدر مهم للري والزراعة.ويشرح ثوركيد جاكبسون أن المعبد مكان مقدس بشدة وتوكيد بصري لحضور الإله في المجتمع.